# برغمد

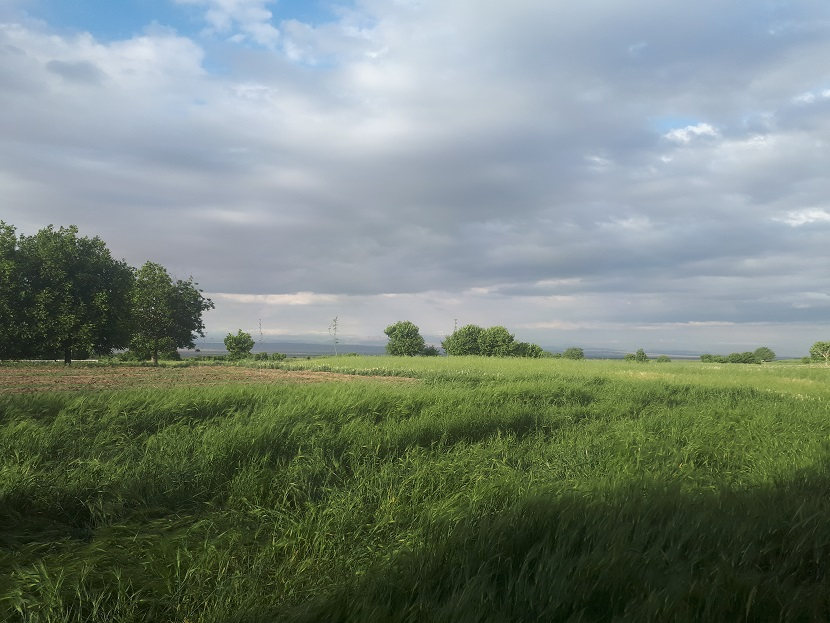
طبیعت بهاری برغمد

برغمد(EN:Barghamad)، یکی از روستاهای غرب خراسان رضوی است که در بخش مرکزی شهرستان جوین واقع شده است. این روستا مرکز دهستان پیراکوه بوده و مردم آن به زبان فارسی خراسانی با گویش سبزواری صحبت می‌کنند. دهستان پیراکوه قطب صنعتی شهرستان جوین و غرب خراسان رضوی است. در حوزه استحفاظی این دهستان مراکز صنعتی مهمی نظیر شهرک صنعتی جوین، پارس فولاد سبزوار، جمکو، کارخانجات صنایع کشاورزی(همچون کشت و صنعت پیراکوه) و چندین کارگاه صنعتی و تجاری دیگر استقرار یافته است.

## وجه تسمیه
قدیمی ترین متنی که اشاره به وجه تسمیه برغمد کرده است کتاب تاریخ بیهق تالیف ابوالحسن بیهقی است. مولف مذکور در این رابطه بیان می کند:
«مد در لغت پهلوی بسیار است گویند برغمذ و فریومذ و ششتمذ  و انجمذ در مسترقه اسفندمذ و در نامِ ماهها اسفندارمذ یعنی شکوفه و نبات پیدا شود و در نام روزها همین، در زبان فارسی می گویند رذ و مذ رذ دانا و بخرد باشد.
فردوسی گوید:
بسی انجمن ساخت با بخردان   ***   هشیوار و کارآزموده ردان
و مذ مدح بقاع و مواطن است و آن ایام زمین پاک خوش را مذ می خوانند و رذ مدح مردم بود و مذ در زبان پهلوی بسیار درآید.»
آب و هوای بسیار عالی برغمد مخصوصا در فصل بهار قابل تحسین است. هنوز این منطقه از آب و هوای خوبی برخوردار است. آسیاب های زیادی در مسیر آب برغمد قرار گرفته بود که در حال حاضر بقایای معماری این آسیاب ها گواهی بر وفور آب این محل بوده است.

## موقعیت ارتباطی
روستای برغمد در چهار راه ارتباطی خوشاب، سبزوار، جغتای و اسفراین واقع شده و بیش از ۱۰۰ روستای بزرگ و کوچک و نیز شهرهای سلطان آباد، نقاب، جغتای را به جاده راهبردی سبزوار - بجنورد متصل می کند.

## جمعیت
جمعیت این روستا بر اساس سرشماری سال ۱۳۹۰، ۳٬۳۷۷نفر (۸۸۵خانوار) بوده است.
بوده است.